# 广西密花树
广西密花树（学名：Rapanea kwangsiensis），为紫金牛科密花树属下的一个植物变种。